# Takus Mana Corona
La Takus Mana Corona è una struttura geologica della superficie di Venere.